# Juan Morillo Ganoza
Juan Morillo Ganoza es un escritor peruano, nació en 1939 en la localidad de Taurija, Provincia de Pataz, en la Región La Libertad. Aunque radicó en Pekín a finales de los años setenta donde se desempeñó como docente en la facultad de lenguas extranjeras, su obra literaria sigue arraigada en la vida peruana y buena parte de ella se ambienta en un pueblo imaginario de la sierra peruana, Ultocoche, El culo del mundo, "tomando como punto de partida su infancia e insertando la denuncia social de forma natural e insistente".
Desde su época de estudiante se dedicó a la literatura y en el medio bohemio de Trujillo y Lima se integró a los grupos Trilce y Narración.
Aunque su primer libro de cuentos, Los arrieros, publicado en 1964 , fue aclamado por la crítica, se dedicó a las labores docentes en las universidades de Ayacucho y Lima (San Marcos y la UNI) y en el Instituto de Lenguas Extranjeras de Pekín.
Ausente de las prensas por casi 33 años, en 1999, publicó Las trampas del diablo y al año siguiente El río que te ha de llevar.
En Pekín ha compartido los cambios sociales y económicos de China al lado de otros escritores y artistas peruanos, entre los cuales se destacan Teodoro Rivero-Ayllón, Guillermo Dañino, Antonio Fernández Arce, Oswaldo Reynoso y el inolvidable Sofocleto.

## Libros de Juan Morillo
- Arrieros (1964)
- Las trampas del diablo (1999)
- El río que te ha de llevar (2000)
- Matar el venado (2002)
- Fábula del animal que no tiene paradero (2003)
- Indigenismo y picaresca (Ensayo)
- Aroma de gloria (2005)
- Memoria de un Naufragio (2009)
- La casa vieja (2014)
- Ardiendo en la batalla (2017)

## Ultocoche, el culo del mundo
Fábula del animal que no tiene paradero (Universidad de San Marcos, 2003), definida por el hispanista chino Xu Shicheng como "una fábula de la lengua del cuentero", es la primera novela del narrador peruano, escrita entre 1991 y 1994. Debió esperar más de tres décadas para ser publicada pues, al decir del autor, "Por su número de páginas (casi mil), los editores no querían publicarla. Habían pasado 35 años (desde mi último libro) y ya no me conocían en Perú. He tenido que publicar otros libros para que se interesaran en este".